# Teatro experimental

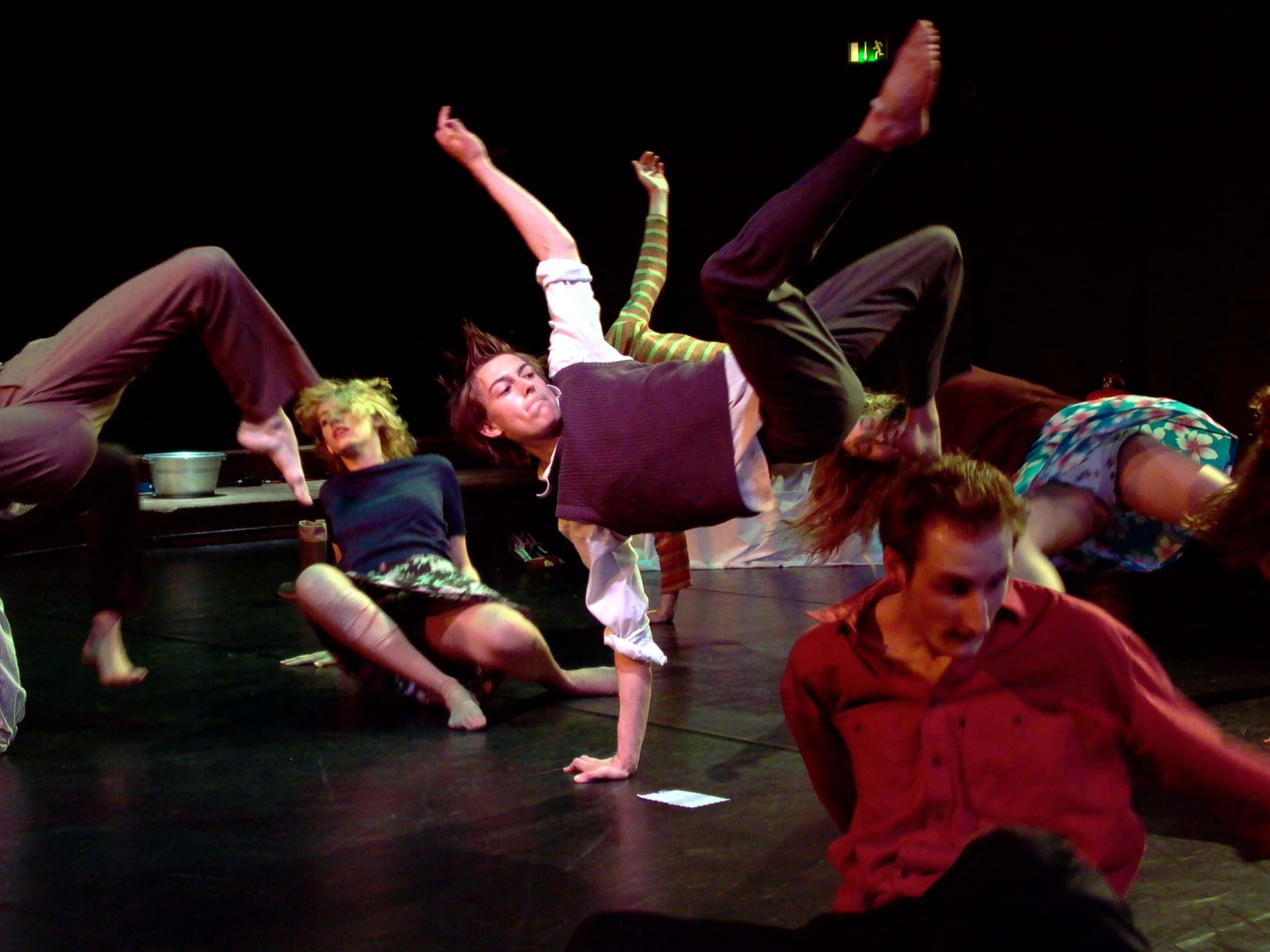
Teatro experimental

El teatro experimental es un producto intelectual artístico que reúne: letras, artes y tecnología en sitio o lugar en que se realiza la acción ante espectadores o participantes. Generalmente se presenta en locales pequeños y, a menudo, en representaciones excepcionales.
Lo pueden realizar no solo jóvenes y adultos sino también niños. Dónde es más importante la construcción artística que el argumento. 
La experimentación en el teatro puede tener diversas motivaciones, tales como innovar en una búsqueda espontánea por generar acciones sociales rebeldes o provocadoras, o probar ejercicios con el fin de desencadenar un resultado inesperado del acontecimiento dramático.

## Teatro en la escuela

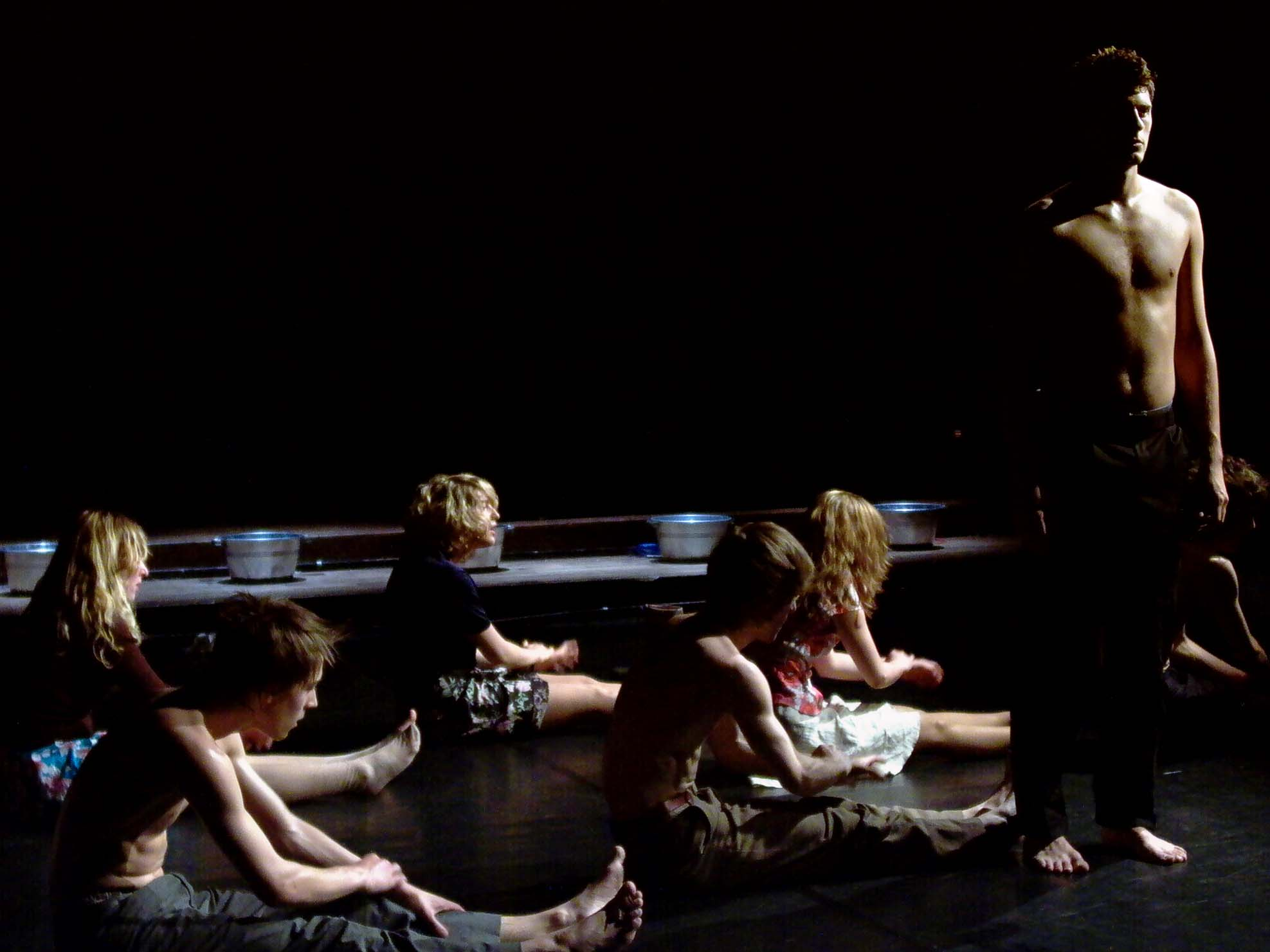
Ejercicios

El teatro experimental se puede ensamblar con el abordaje de otras asignaturas del programa escolar a través de ejercicios de sensibilización, de experimentación individual y grupal, promoviendo el respeto, la solidaridad, la colaboración y la confianza en sí mismo y los demás.
Una de las técnicas más utilizadas en el teatro experimental es la improvisación, entendida como “la técnica de actuación donde el actor representa algo imprevisto, no preparado de antemano e inventando al calor de la acción.”. La improvisación permite la adquisición de diferentes técnicas teatrales así como obtener el mayor grado de expresividad gestual utilizando así expresiones sustitutivas de la verbal.
Para que el trabajo sea efectivo la consigna de improvisación debe ser presentada a los alumnos con pautas claras. Una forma accesible de programar una improvisación consiste en plantear una situación inicial y solicitar que los alumnos desarrollen el conflicto y el desenlace.
El planteo se entiende como la presentación de la acción, del o los personajes ubicados en tiempo y espacio.
El conflicto provoca la modificación del o los personajes por la contraposición de sus caracteres, o de la situación que produce el avance de la obra.
El desenlace es la culminación de la acción que ha provocado la modificación o problemática del o los personajes.
este es un teatro no comercial, ya que es serio, literario, activo políticamente, artístico y de vanguardia.